# Радкова могила
Радкова могила (на английски: Radko Knoll) е скалист хълм с височина 102 метра на остров Ръгед (Грапав) край остров Ливингстън от групата на Южните Шетландски острови в Антарктика.
Наименуван е в чест на Иван (Ванче) Михайлов (1896 – 1990) по псевдонима му Радко, водач на българското освободително движение в Македония.

## Местоположение
Радкова могила се издига край северния бряг на залива Смядово в северозападната част на остров Ръгед. Намира се на 830 метра в посока юг-югоизток от нос Шефийлд и на 860 метра на север-североизток от нос Угаин.
Географски координати на Радкова могила: 62°37′14.7″ ю. ш. 61°17′30.8″ з. д. / 62.62075° ю. ш. 61.291889° з. д.

## Картографиране
Картографирането е испанско от 1992 година и българско от 2009 и 2010 година.

## Карти
- Península Byers, Isla Livingston. Mapa topográfico a escala 1:25000. Madrid: Servicio Geográfico del Ejército, 1992.
- L.L. Ivanov. Antarctica: Livingston Island and Greenwich, Robert, Snow and Smith Islands. Scale 1:120000 topographic map.  Troyan: Manfred Wörner Foundation, 2009.  ISBN 978-954-92032-6-4
- Antarctic Digital Database (ADD). Scale 1:250000 topographic map of Antarctica. Scientific Committee on Antarctic Research (SCAR). Since 1993, regularly upgraded and updated.
- L.L. Ivanov. Antarctica: Livingston Island and Smith Island. Scale 1:100000 topographic map. Manfred Wörner Foundation, 2017. ISBN 978-619-90008-3-0